# سیتنو
سیتنو (به چکی: Sytno) یک منطقهٔ مسکونی در جمهوری چک است که در ناحیه تاخوو واقع شده‌است. سیتنو ۵٫۱۳ کیلومتر مربع مساحت و ۳۷۵ نفر جمعیت دارد و ۴۱۸ متر بالاتر از سطح دریا واقع شده‌است.